# سیارک ۲۱۴۲۹
سیارک ۲۱۴۲۹ (به انگلیسی: 21429 Gulati، نامگذاری:1998FG104) بیست و یک هزار و چهارصد و بیست و نهمین سیارک کشف شده‌است که در ۳۱ مارس ۱۹۹۸ کشف شد.
قدر مطلق سیارک برابر ۱۰.۷ است.